# Pieńsk (gmina)
Pieńsk – gmina miejsko-wiejska w województwie dolnośląskim, w powiecie zgorzeleckim. W latach 1975–1998 gmina położona była w województwie jeleniogórskim.
Siedziba gminy to Pieńsk.
Według danych z 30 czerwca 2007 gminę zamieszkiwały 9242 osoby. Natomiast według danych z 30 czerwca 2020 roku gminę zamieszkiwało 9015 osób.

## Struktura powierzchni
Według danych z roku 2002 gmina Pieńsk ma obszar 110,33 km², w tym:
- użytki rolne: 56%
- użytki leśne: 34% (Bory Dolnośląskie)

Gmina stanowi 13,16% powierzchni powiatu.

## Demografia

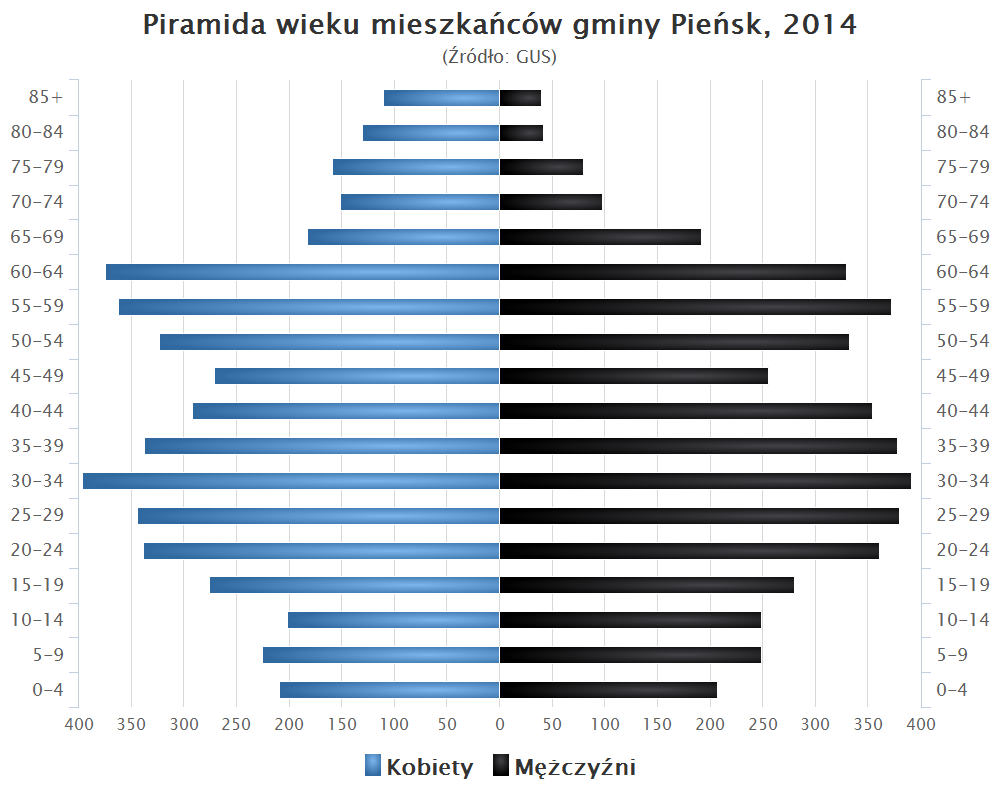
Piramida wieku mieszkańców gminy Pieńsk w 2014 roku

Dane z 30 czerwca 2004:
| Opis                              | Ogółem | Ogółem | Kobiety | Kobiety | Mężczyźni | Mężczyźni |
| --------------------------------- | ------ | ------ | ------- | ------- | --------- | --------- |
| jednostka                         | osób   | %      | osób    | %       | osób      | %         |
| populacja                         | 9377   | 100    | 4749    | 50,6    | 4628      | 49,4      |
| gęstość zaludnienia (mieszk./km²) | 85     | 85     | 43      | 43      | 41,9      | 41,9      |

## Sołectwa
Bielawa Dolna, Bielawa Górna, Dłużyna Dolna, Dłużyna Górna, Lasów, Stojanów, Żarka nad Nysą, Żarki Średnie.
Miejscowość bez statusu sołectwa: Sośniak, Strzelno.
Nieistniejąca już miejscowość: Prędocice

## Galeria

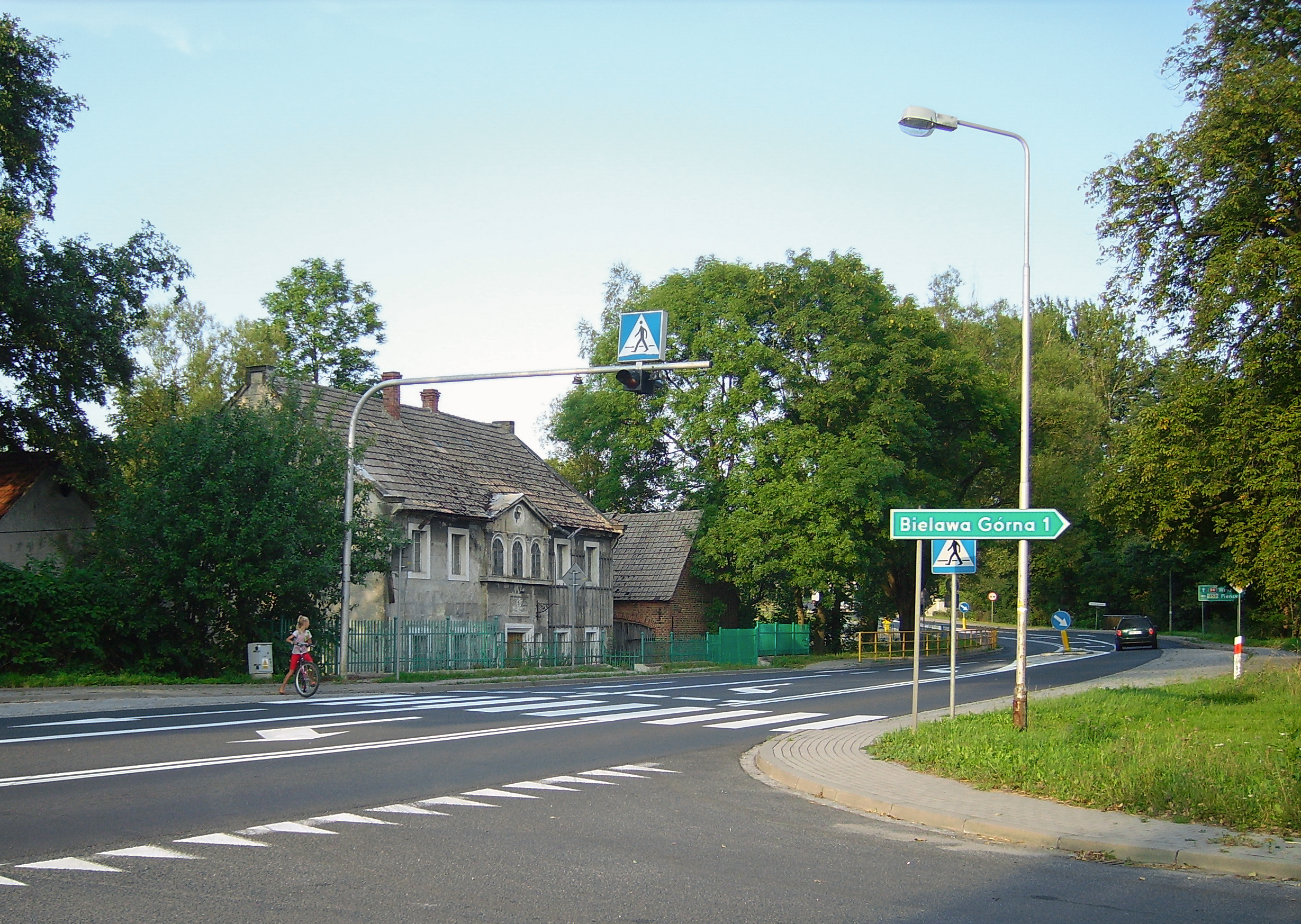
Strzelno
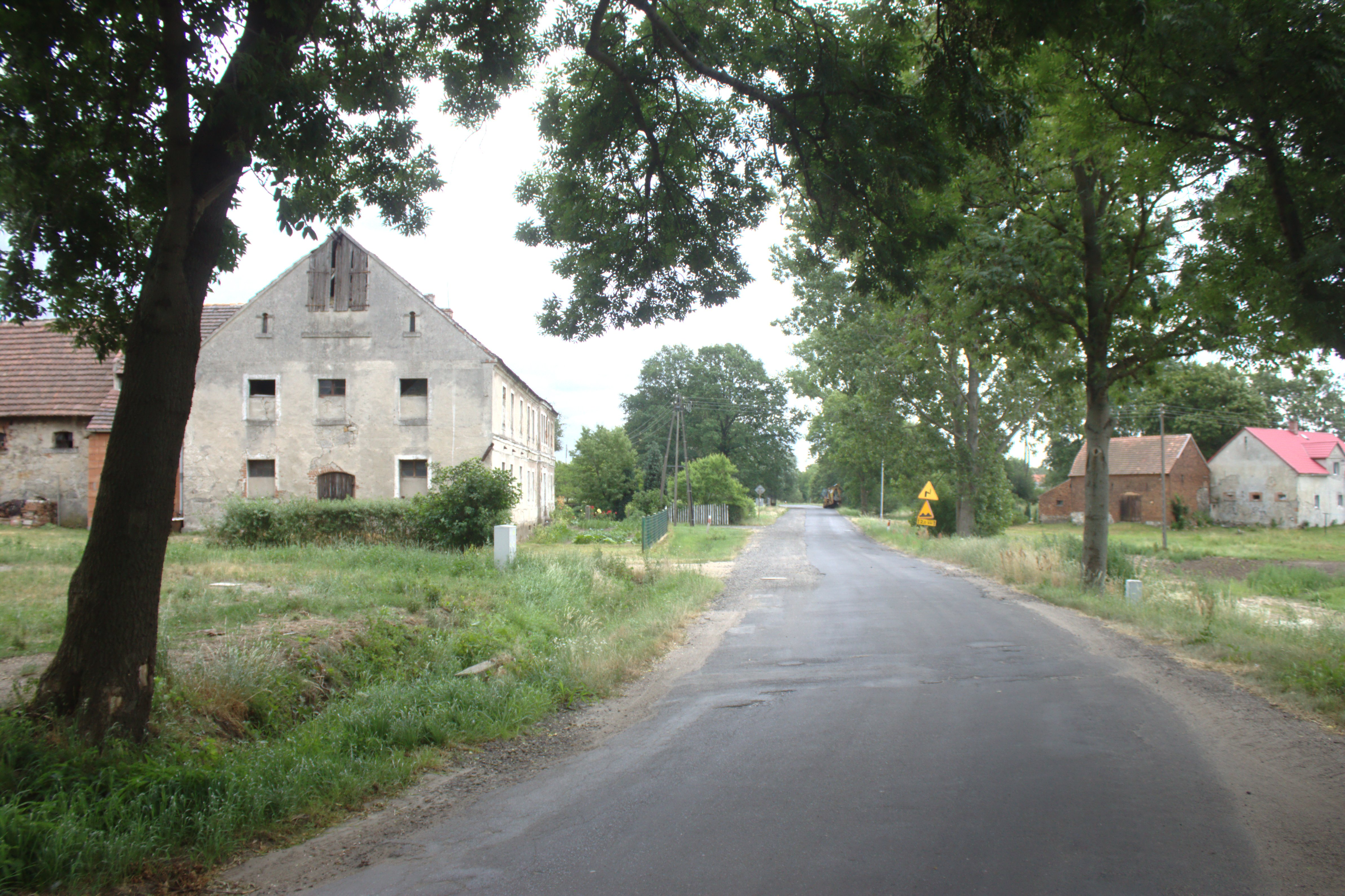
Dłużyna Górna
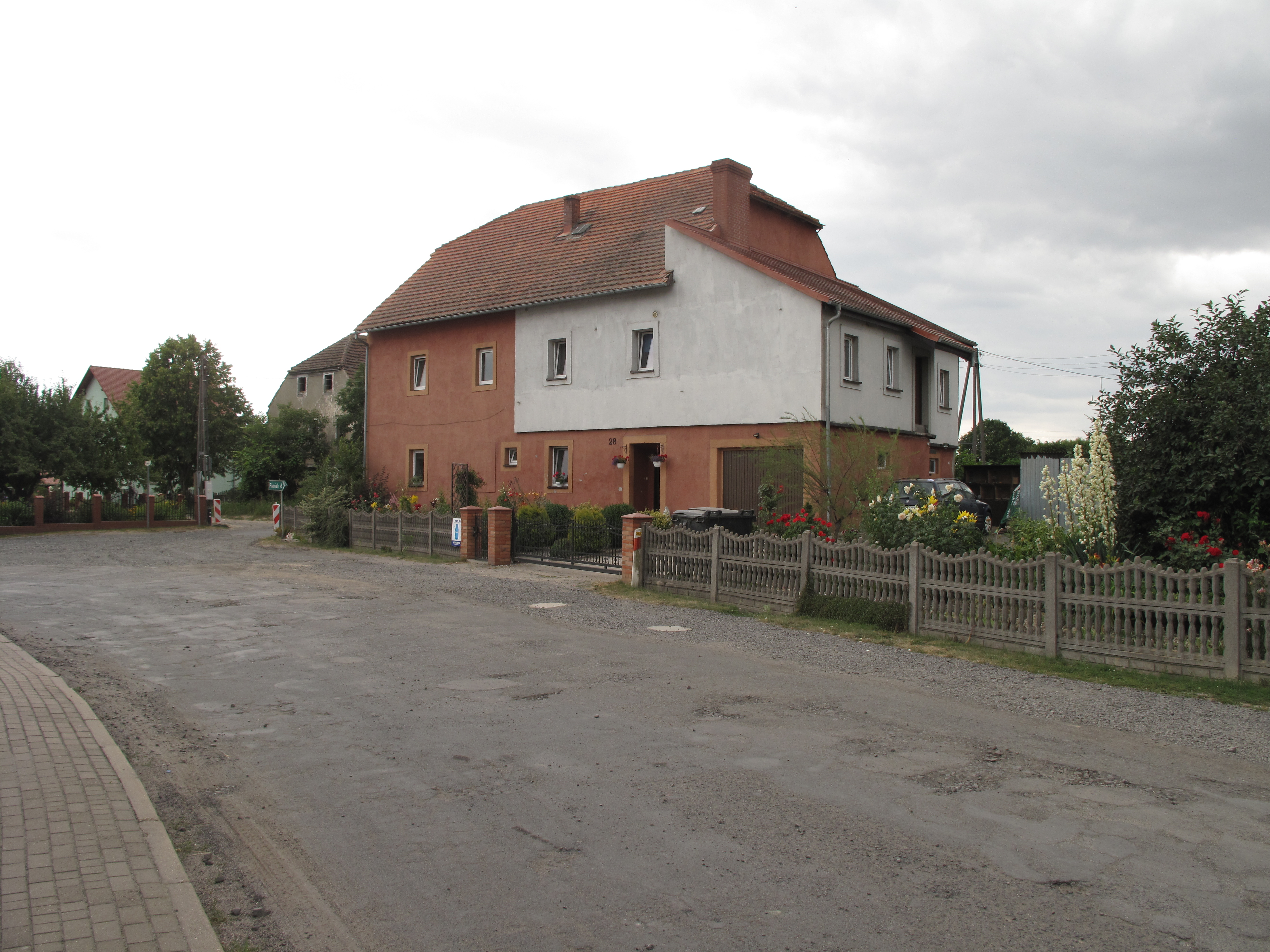
Dłużyna Dolna

## Sąsiednie gminy
Lubań, Nowogrodziec, Węgliniec, Zgorzelec, Przewóz. Gmina sąsiaduje z Niemcami.